# Пилавов, Георгий Шаликович
Георгий Шаликович Пилавов (род. 13 декабря 1974, Ворошиловград) — украинский шахматист, гроссмейстер (2005). Арбитр ФИДЕ (2013).
Кандидат философских наук, доцент кафедры философии Луганского национального аграрного университета.
Двоюродный брат — Манолис Пилавов.

## Биография
В 1996 окончил Луганский национальный аграрный университет.
Чемпион Украины среди клубных команд 2010 года.
Автор шахматных книг «Типичные позиции» (Луганск, 2010 г.), «Изолированная пешка — типичные позиции и приёмы» (Луганск, 2017), «Борьба слона и коня. Типичные позиции и приемы» (Луганск, 2021), «Включение и выключение фигур. Типовые приёмы» (Луганск, 2023), «Типовые приемы атаки. Карлсбадская структура» (Луганск, 2024).

## Изменения рейтинга
| Графики недоступны из-за технических проблем. См. информацию на Фабрикаторе и на mediawiki.org. |